# جیلدو بوچی
جیلدو بوچی (ایتالیایی: Gildo Bocci؛ ‏ ۱ سپتامبر ۱۸۸۶ – ۲۲ ژوئیهٔ ۱۹۶۴) هنرپیشه اهل ایتالیا بود.
از فیلم‌هایی که وی در آن نقش داشته‌است، می‌توان به روزهای عاشقی، چهار قدم در ابرها، زیبای خفته، مسالینا، تعطیلات رمی، آدم‌های گربه‌ای، عمو هیاتیانت، زیبا اما فقیر، شام دلقک، فرشته سپید، روسینی، آخرین روزهای پمپئی و مارکو ویسکونتی اشاره کرد.